# Cosmorhoe porrittii
Cosmorhoe porrittii är en fjärilsart som beskrevs av Rols och Gd 1887. Cosmorhoe porrittii ingår i släktet Cosmorhoe och familjen mätare. Inga underarter finns listade i Catalogue of Life.